# فورميليانا
فورميليانا هي بلدية في مقاطعة فرشيلي التابعة لإقليم بييمونتي الإيطالي، تقع على بعد حوالي 60 كيلومتر (37 ميل) إلى الشمال الشرقي من مدينة تورينو وحوالي 15 كيلومتر (9 ميل) إلى الشمال الغربي من فيرتشيلي. في 31 كانون الأول / ديسمبر 2004 كان عدد سكانها 548 نسمة، وتبلغ مساحتها 17.1 كيلومتر مربع (6.6 ميل2).
تقع فورميليانا على حدود البلديات التالية: بالوكو، كاريسيو، كازانوفا إلفو، سانثيا، فيلاربويت.